# Teribe (corregimiento)
Teribe es un corregimiento de la comarca Naso Tjër Di, República de Panamá. La localidad tiene 2.578 habitantes (2010). Hasta el 4 de diciembre de 2020 perteneció al distrito de Changuinola en la provincia de Bocas del Toro.

## Demografía
En 2010 Teribe contaba con una población de 2 578 habitantes según datos del Instituto Nacional de Estadística y una extensión de 858,5 km² lo que equivale a una densidad de población de 3 habitantes por km².

### Razas y etnias
- 96,24 % Indígenas[4]
- 3,18 % Mestizos
- 0,58 % Afropanameños[4]

La población es mayoritariamente naso tjër di.